# Introspecção (computação)
Em computação, introspecção ou introspecção de tipos, é a habilidade de um programa de examinar o tipo ou propriedades de um objeto em tempo de execução. Algumas linguagens de programação possuem esta capacidade.
A introspecção não deve ser confundida com reflexão, que vai um pouco mais adiante e é a habilidade de um programa para manipular os valores, metadados, propriedades e/ou funções de um objeto em tempo de execução. Algumas linguagens de programação, por exemplo Java, também possuem esta capacidade.

## Exemplos

### Python
O método mais comum de introspecção em Python é usar a função dir para detalhar os atributos de um objeto. Por exemplo:
```
class
 
foo
(
object
):

  
def
 
__init__
(
self
,
 
val
):

    
self
.
x
 
=
 
val

  
def
 
bar
(
self
):

    
return
 
self
.
x

...

>>>
 
dir
(
foo
(
5
))

[
'__class__'
,
 
'__delattr__'
,
 
'__dict__'
,
 
'__doc__'
,
 
'__getattribute__'
,
 
'__hash__'
,
 
'__init__'
,
 
'__module__'
,

'__new__'
,
 
'__reduce__'
,
 
'__reduce_ex__'
,
 
'__repr__'
,
 
'__setattr__'
,
 
'__str__'
,
 
'__weakref__'
,
 
'bar'
,
 
'x'
]

```

Da mesma forma, as funções nativas type e isinstance podem ser usadas para determinar o que um objeto é enquanto hasattr pode determinar o que um objeto faz. Por exemplo:
```
>>>
 
a
 
=
 
foo
(
10
)

>>>
 
b
 
=
 
bar
(
11
)

>>>
 
type
(
a
)

<
type
 
'foo'
>

>>>
 
isinstance
(
a
,
 
foo
)

True

>>>
 
isinstance
(
a
,
 
type
(
a
))

True

>>>
 
isinstance
(
a
,
 
type
(
b
))

False

>>>
 
hasattr
(
a
,
 
'bar'
)

True

```

Em Python 2, mas não em Python 3, declarar class foo em vez de class foo(object) resultará em type, retornando o tipo de instância (instance) genérico da classe.